# Wachauer Laberl

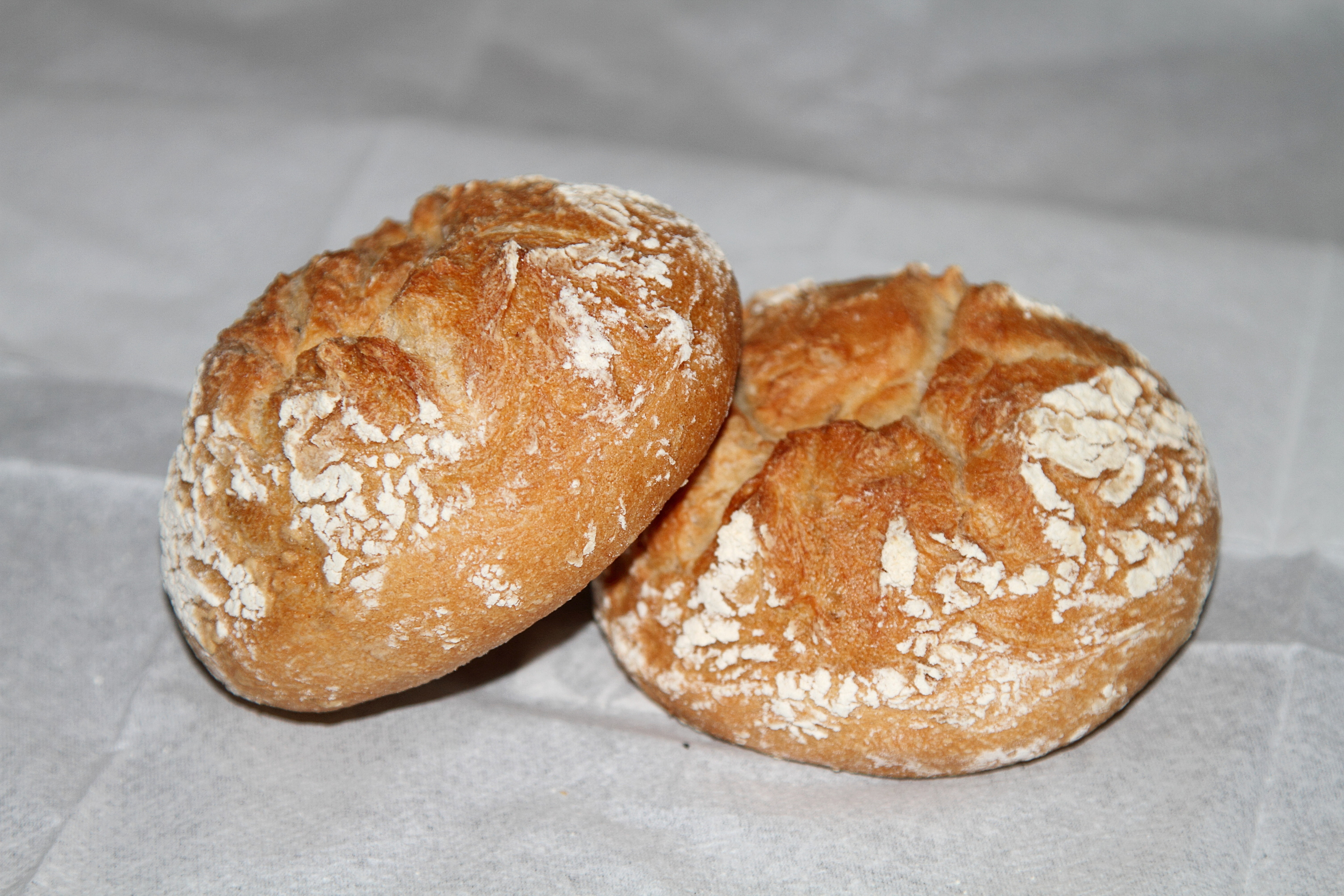
Zwei Wachauerlaberl

Das Wachauer Laberl ist ein Graugebäck aus Weizen- und Roggenmehl, welches im Jahr 1905 von Rudolf Schmidl, einem Bäcker aus Dürnstein in der Wachau, erfunden wurde. In Österreich ist es häufig in Heurigen erhältlich. Mittlerweile wird es auch von vielen Bäckereien geführt und auch Supermarktketten haben es in ihrem Sortiment, wobei die Bezeichnung Schmidls Original Wachauer Laberl seit 2016 auch als Wortmarke geschützt ist.
Bei von Hand gefertigten Wachauer Laberln wird das rohe Teigstück in kreisförmigen Bewegungen auf einer rauen Unterlage geformt (geschliffen), so entsteht eine rissige Oberfläche (Ausbund) und es entsteht ein größerer Krustenanteil nach dem Backen. Im Originalrezept sind kein Kümmel oder keine besonderen Gewürze enthalten, es schmeckt durch die Beigabe von Roggenmehl leicht abweichend von einer Semmel. Häufig werden Wachauer aber mit Kümmel gebacken, d. h. abweichend vom Originalrezept.
Der Begriff Wachauer Laberl wird im österreichischen Wörterbuch erwähnt.

## Entstehung
Rudolf Schmidls Bruder war Lehrer bei den Wiener Sängerknaben. Bei einer Konzertreise nach Paris lernte er das französische Baguette kennen. Zurück in Dürnstein berichtete er seinem Bruder Rudolf von diesem köstlichen Gebäck, das außen knusprig und innen saftig ist. Rudolf Schmidl kreierte daraufhin die Wachauer Antwort auf das Gebäck, das Wachauer Laberl, dessen Originalrezept bis heute von der Bäckerei & Konditorei Schmidl in Dürnstein angewandt wird.